# 베를린 포츠다머 플라츠역
베를린 포츠다머 플라츠역(Bahnhof Berlin Potsdamer Platz)은 베를린 미테구 포츠담 광장에 있는 철도역이다. RE, RB, 베를린 S반과 U2 열차가 정차한다. 베를린의 철도 교통의 버섯 개념(Pilzkonzept)에 따라서 지역간 열차역이 건설되었고, S반과 지하철은 그 이전에 건설되었다.
포츠다머 플라츠역 남쪽에는 1945년 영업을 정지한 베를린 포츠담역과 부속 역사가 있었다. 지역간 열차역과 S반역은 서로 평행하게 놓여 있고, 그 동쪽의 라이프치히 광장 아래에 U2 지하철역이 있다. 지역간 열차역 건설 당시 U3 노선의 선시공부가 같이 건설되었다.

## S반
베를린 남북 S반선이 개통되면서 당시 두단식 종착역이었던 슈테틴역(현재의 북역), 포츠담역, 안할트역 및 중간역인 프리드리히슈트라세역이 연결되었다. 남북 S반선의 남부 구간은 리하르트 브라데만(Richard Brademann)이 설계했으며 포츠다머 플라츠역은 1939년 4월 15일에 개통했다. 2면 4선식 쌍섬식 승강장이 설치되었으며, 차후 노선 증설에 대비한 선시공부가 포함되어 있다.
이 역은 남북 S반선의 분기선이 교차하는 중심역으로 계획되었다. 계획 당시에는 순환선 운행 열차가 지상 포츠다머 플라츠역의 교외 승강장(Vorortbahnhof) 대신 지하 포츠다머 플라츠역에 정차하여 북쪽에 있는 레어테역으로 진행하는 것이었다. 이 과정에서 북쪽 터널 선시공부가 마련되었고, 이후에는 인상선으로 사용되고 있다. 남부 방면으로는 분기 노선이 계획만 되어 있었고 실제 건설되지는 않았다. 1990년대 말 파르크 콜로나덴(Park Kolonnaden) 건설 당시에는 이 시기에 마련된 선시공부와 멘델스존바르톨디파르크역까지의 철도 건설 부지가 고려되었다. S21 건설에 따라서 과거의 계획이 비슷하게 실현되었고, 베를린 중앙역까지의 북부 구간은 건설 중이다.
베를린 분단기였던 1961년부터 1989년까지는 이 역이 베를린 장벽 바로 아래에 있었다. 출입구는 폐쇄되었고 유령역으로 유지되었다. 베를린의 건축유산으로 지정되어 있다.
이 역은 베를린 S반의 주요역 20곳 중 하나로 지정되어 있다. 2016년 중반부터 1인 승무를 위한 ZAT-FM이 설치되어 있다.

## 지역간 열차
2006년 S반역 서쪽에 지역간 열차 정차역이 개업했다. 별도의 출입구 외에도 지하 공간으로 바로 연결되었다. 영업상으로는 베를린 남북 장거리선의 방향별 복복선 구간의 운전간이역(Haltepunkt)이다. 역사 길이는 260 m, 너비는 50 m이며 지하 20 m 아래에 위치해 있다. 2면 4선 쌍섬식 승강장이 설치되어 있다. 이 역에는 RE 열차만 정차하며, S반, U반, 버스와 환승할 수 있다.
역사 설계는 Hilmer & Sattler und Albrecht, Hermann + Öttl, Modersohn Freiesleben 회사와 베른하르트 베링거(Bernhard Behringer)의 합작으로 Bahnhof Potsdamer Platz Architekten(BPA)에서 담당했다.
역 설치 당시의 수요 예측으로는 일일 약 8만 명이 이용할 것으로 예상했으며, 이 중 5만 명은 지역간 열차 이용객, 3만 명은 U반과 S반 환승객이었다.
1995년 지역간 열차 정차역이 착공했다. 1997년 지하 구조물 완공, 1997년부터 1999년까지 내부 시설물 건설, 2002년 개통으로 계획되어 있었다. 2002년 중반에는 2005년 말로 개통이 연기되었다. 이는 새로운 중앙역 개통 반 년 전이다. 최종 개통 일자는 2006년 5월 28일로, 개통 당시에는 지역간 열차 116편성이 정차했다.

## U반
포츠다머 플라츠역의 U반 역사는 총 세 곳이 건설되었으나 이 중 영업을 하는 곳은 한 곳 뿐이다. 첫 번째 역사는 개업 5년 후 철거되었으며, 두 번째 역사는 한때 유령역이었으며, 세 번째 역사는 단기간 내에 개업할 가능성이 없다.

### 구 포츠다머 플라츠역
1902년 2월 18일 베를린 지하철의 첫 구간 개통 당시 포츠담 광장에 지하역이 건설되었다. 당시 승강장은 상대식 승강장이었고, 글라이스드라이에크에서 도심 방면으로의 지선으로 건설되었다. 슈피텔마르크트역 방면 도심 연장선 건설 당시 포츠담 광장 동쪽의 라이프치히 광장 아래에 라이프치거 플라츠(Leipziger Platz)역이 건설되었고, 1907년 개통하면서 구 포츠다머 플라츠역을 대체했다. 역 개통 이후에는 구 역사가 철거되고 인상선이 설치되었다.

### U2 포츠다머 플라츠역

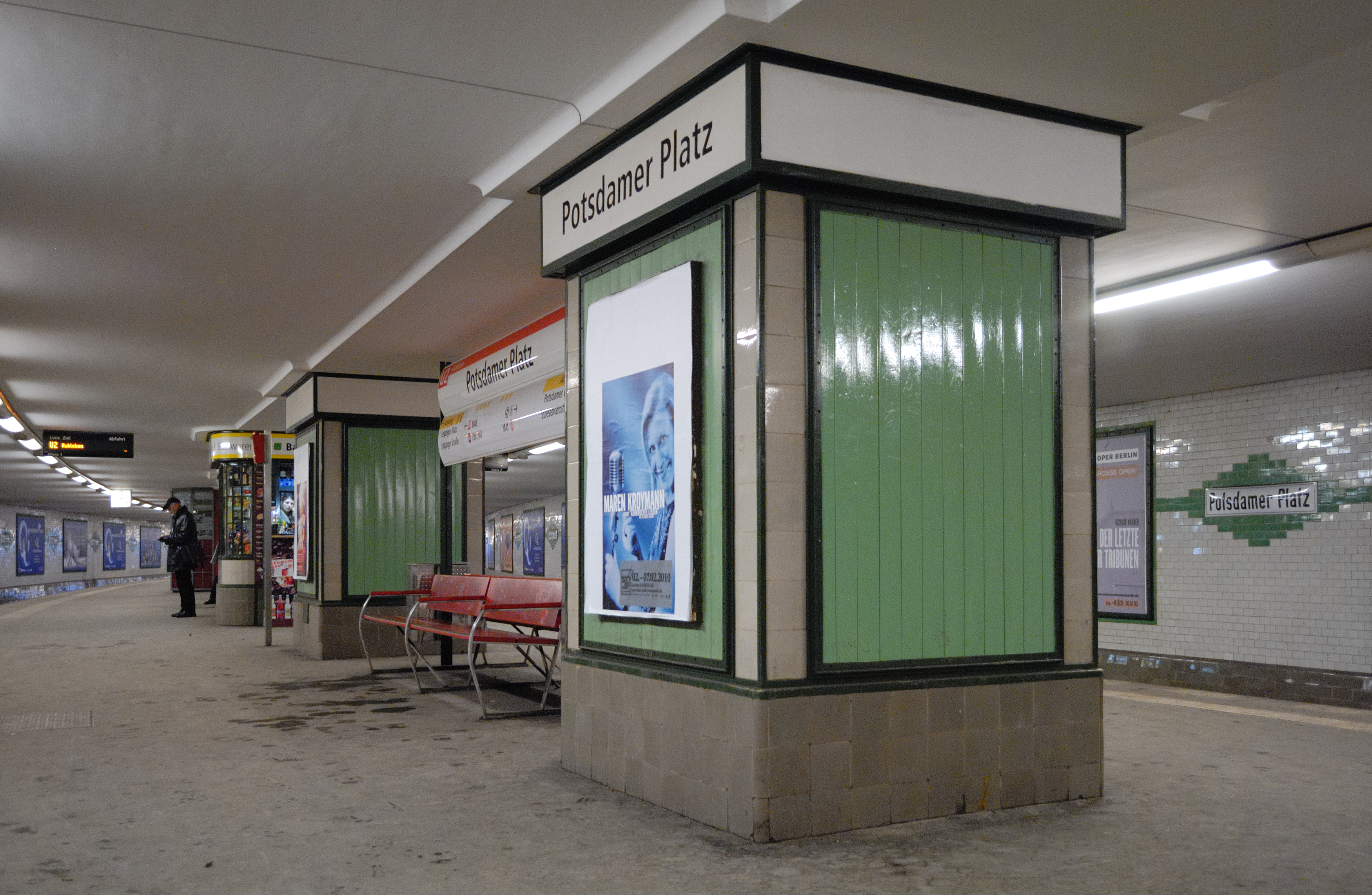
U2 승강장

U2 승강장은 섬식으로 건설되었고, 건설 당시 역명은 라이프치거 플라츠역이었다. 라이프치히 광장 아래로 과거 베르트하임 백화점까지 이어지는 보행자 터널이 부속되어 있었다. 1923년 포츠다머 플라츠역으로 개명되어 현재까지 유지되고 있다.
베를린 분단 시기에는 이 역이 정확히 경계선상에 위치해 있었기 때문에 이 역을 기점으로 A선이 동서간으로 분할되었다. 서베를린 쪽에서는 1961년에 이 역을 이용하기를 거부했고, 모렌슈트라세역(동독 시기 명칭 텔만플라츠(Thälmannplatz)역, 오토그로테볼슈트라세(Otto-Grotewohl-Straße)역)에서 종착한 동베를린 A선의 열차 유치 공간으로 사용했다. 독일의 재통일 이후 1993년에 전 구간 선로가 복구되었고 영업을 다시 시작했다. 건설 당시 구조를 유지하고 있는 베를린에서 가장 오래 된 지하역이며, 건축 유산으로 지정되어 있다.
S반과 지역간 열차로 환승하려면 일단 지상으로 나와야 하며, 별도의 지하 환승통로가 없다. 2009년에 엘리베이터가 설치되었다.

### U3 포츠다머 플라츠역
이 역은 1930년대 말에 최초로 계획되었으며, 1939년에 개통한 남북 S반선상의 역 건설에 영향을 주었다. 당시 건설된 S반역의 중앙 및 남부 공간은 추가 지하철 승강장을 염두에 두고 설계되었다.
베를린 지하철 3호선의 계획 노선에서 포츠담 광장을 동서로 가로지르는 새로운 역이 계획되었으며, 2006년 지역간 철도역 건설 당시에 승강장 선시공부가 건설되었다. 해당 계획은 베를린 북동쪽 바이센제에서 출발하여 알렉산더 광장을 경유하여 포츠담 광장에 도달하며 쿠르퓌르스텐담에서 종착하는 노선이다. 비슷한 계획 노선으로는 베를린 지하철 10호선이 있었다.
U3 승강장 선시공부는 지역간 열차와 S반 승강장 위쪽에 존재한다. 상대식 승강장으로 계획되었으며 S반 중간층과 같은 높이에 위치해 있다. 라이프치히 광장 방면으로의 출입구 두 곳이 계획되어 있다. U3 승강장에서는 지역간 열차 승강장을 조망할 수 있는 창문이 설치되어 있다.
임시 활용 용도로 U3 Bahnhof라는 이름으로 6500 m²에 달하는 역과 터널 일부 공간을 행사용으로 임차할 수 있다.

## 인접 철도역
베를린 버스 M41, M48, M85, 200, 300번과 환승할 수 있다.
| RE·RB                                       | RE·RB | RE·RB                                                    |
| ------------------------------------------- | ----- | -------------------------------------------------------- |
| 쥐트크로이츠 루터슈타트 비텐베르크 방면     | RE 3  | 중앙역 슈베트 (오데르)/슈트랄준트 방면                   |
| 쥐트크로이츠 팔켄베르크(엘스터) 방면        | RE 4  | 중앙역 라테노 방면                                       |
| 쥐트크로이츠 방면                           | RE 5  | 중앙역 로스토크/슈트랄준트 방면                          |
| 중앙역 방면                                 | RE 8  | 쥐트크로이츠 엘스터베르다/핀스터발데 (노이라우지츠) 방면 |
| 쥐트크로이츠 쥐트크로이츠 방면              | RB 10 | 중앙역 나우엔 방면                                       |
| 쥐트크로이츠 쥐트크로이츠 방면              | RB 14 | 중앙역 나우엔 방면                                       |
| 베를린 S반                                  |       |                                                          |
| 브란덴부르거 토어 오라니엔부르크 방면       | S1    | 안할트역 반제 방면                                       |
| 브란덴부르거 토어 베르나우 바이 베를린 방면 | S2    | 안할트역 블랑켄펠데 방면                                 |
| 브란덴부르거 토어 헤니히스도르프 방면       | S25   | 안할트역 텔토 슈타트 방면                                |
| 브란덴부르거 토어 블랑켄부르크 방면         | S26   | 안할트역 텔토 슈타트 방면                                |
| 베를린 지하철 2호선                         |       |                                                          |
| 멘델스존바르톨디파르크 룰레벤 방면          | U2    | 모렌슈트라세 팡코 방면                                   |

## 참고 문헌
- Ludwig Julius Quassowski: Der Personenbahnhof der Berlin-Potsdam-Magdeburger Eisenbahn-Gesellschaft zu Berlin. In: Zeitschrift für Bauwesen, Jg. 27 (1877), Sp. 17–30, Tafel 9–15, Blatt 8. Digitalisat